# Warsan Shire
Warsan Shire (en àrab: ورسان شرى) (Kenya, 1 d'agost de 1988) és una escriptora, poeta, editora i mestra somali emigrada a Londres des d'un any d'edat. El 2013 guanyà la primera edició del premi de poesia africana que atorga la Universitat Brunel, davant 655 candidats possibles. La seva frase del 30 de gener del 2017 "Ningú no deixa casa seva a no ser que la casa sigui la boca d'un tauró", que pertany al poema Home ("A casa") ha estat considerada "una crida als refugiats i als que els ajuden per encoratjar-los".

## Biografia
Nascuda l'1 d'agost del 1988 a Kenya de pares somalis, Shire emigrà amb la seva família al Regne Unit quan només tenia un any d'edat. Té quatre germans. Té el títol acadèmic de Bachelor of Arts en escriptura creativa.
El 2011 publicà el recull poètic Teaching My Mother How To Give Birth ("Ensenyo a la meva mare com fer-se ocell") a l'editorial sense ànim de lucre Flipped eye publishing.
Shire ha recitat els seus poemes en diverses ocasions arreu del món: Estats Units, Itàlia, Alemanya, Sud-àfrica i Kenya. Diverses revistes literàries li han publicat poemes, i també han format part de dos reculls col·lectius publicats el 2011 i el 2014. La seva obra ha estat traduïda a l'italià, al castellà, al portuguès, al suec, al danès i a l'estonià.
Des del 2015, viu principalment a Los Angeles (Califòrnia).
L'any 2016 Shire començà a treballar en el seu primer llibre de poemes extens, del qual en tragué un primer lliurament, titulat Her Blue Body ("Llur cos blau"), el 2015. Treballa d'editora de poesia a la revista Spook i fa tallers de poesia.
Cinc poemes de Warsan Shire foren musicats per Beyoncé al seu àlbum Lemonade (2016), amb un resultat especialment reeixit a la cançó For Women Who Are Difficult To Love ("Per a les dones que són difícils d'estimar").

## Influències
L'obra de Warsan Shire reflecteix no només l'experiència pròpia de l'autora, sinó també la d'altres persones que li són properes. Ha dit: "Jo conec o sóc cada persona sobre la què escric. Però me'ls he d'imaginar en els aspectes més íntims." El principal interès de Shire s'adreça a escriure sobre i per a les persones que no tenen veu, com ara els immigrants i els refugiats, així com altres grups de persones marginades. Una altra frase seva és: "També navego molt a través de la memòria, dels meus records i dels records d'altres persones, provant de donar-li tan sols una presència material". Com a immigrant de primera generació, dedica la seva poesia a connectar amb el seu país d'origen, Somàlia, país on tanmateix mai no hi ha estat. Ella es serveix d'aquesta condició d'immigrant per traslladar-nos les vides de tota aquesta gent. Shire utilitza en la seva poesia les experiències que li aporten les persones del seu entorn més immediat, començant pels seus familiars, per fer-nos un retaule dels maldecaps que tots ells pateixen.

## Premis
Shire ha rebut diversos premis pel seu art. L'abril del 2013, fou premiada amb el premi de poesia africana que atorga la Universitat Brunel de Londres en la primera edició d'aquest premi dedicat a homenatjar poetes africans que ja hagin publicat un recull poètic ampli. Ella fou escollida d'una selecció de sis candidats destacats d'un total de 655 possibles pre-candidats.
L'octubre del 2013, Shire fou seleccionada d'una llista de sis poetes joves com el primer Poeta Llorejat per la ciutat de Londres. Aquest honor forma part del programa artístic i cultural que funciona a les instal·lacions olímpiques de Londres i el seu entorn més immediat.
El 2014, Shire fou elegida poeta resident de l'estat de Queensland (Austràlia), en relació al Centre Aborigen d'Arts Interpretatives durant unes sis setmanes.